# Guignol (personaggio)

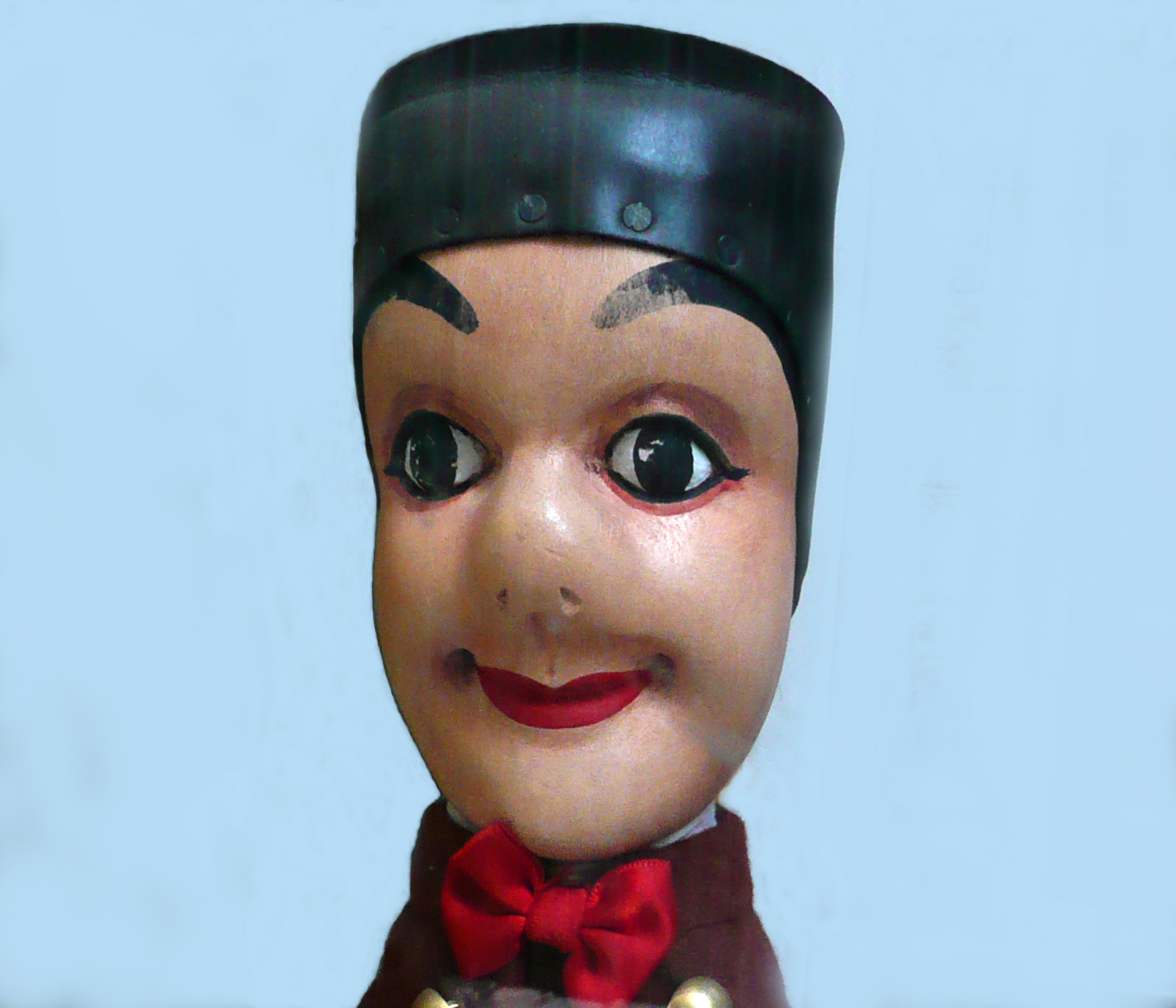
Il personaggio lionese Guignol.

Guignol è una marionetta originaria di Lione, creata verso gli inizi del secolo XIX. È considerato il pupazzo più popolare di Francia e la sua fama nel mondo è tale da aver sovrastato l'identità di marionette molto più antiche, al punto che nel linguaggio popolare il teatro di marionette è solito chiamarsi "teatro di guignol".
Ha celebrato il suo bicentenario nel 2008.

## Storia
L'origine di Guiñol, come personaggio della storia delle marionette, è ben definita, a differenza di altri personaggi come l'italiano Pulcinella e l'inglese Punch: Guiñol è un giovane e sorridente operaio di Lione, gentile, ribelle ma di buono cuore che, felicemente sposato, ride di tutto e fa dell'amicizia la sua migliore qualità.
La sua esistenza è strettamente legata a quella del suo supposto e probabile creatore, Laurent Mourguet, nato nel 1769 e sposato con Jeanne Esterle nel 1788 che, seguendo le ricerche di Paul Fournel, nel 1797 lavorava come venditore di unguenti e medicine: gli si attribuisce l'astuta idea di montare un teatro di marionette per attrarre la clientela. 
Nel 1804 Mourguet aveva già un pubblico costante agli spettacoli, sia bambini che adulti, nell'instabile ambiente dell'industria tessile della seta della città. Alcuni studiosi teorizzano che il personaggio di Gnafron, amico di Guignol, sia nato come omaggio di Mourguet a Père Thomas ma la storia di questi personaggi si perde negli anni, anche a causa delle modifiche nella loro storia operate dagli eredi di Mourguet, con lo scopo di proseguire la tradizione e il lavoro familiare, ormai divenuto una sorta di marchio.
Quello che è certo è che le marionette di tessuto e pasta che si conservano nel Museo Internazionale della Marionetta di Lione, e che si considerano originali creati dalla famiglia Mourguet, mostrano scarse differenze tipologiche fra Guignol e Gnafron. Simili vaguedades accompagnano alla possibile origine del nome. 
Fournel nei suoi studi analizza la presenza di un Teatro Guiñol a Lione dal 1838, anche se afferma che il personaggio potrebbe essere già esistito fin dal 1815 o 1820. Diverse teorie più fantasiose che scientifiche attribuiscono l'origine del nome a uno spettatore che, vedendo il pupazzo appena creato apparire in scena per la prima volta, avrebbe gridato «C'est guignolante!» (sinonimo di divertente, buffonesco o ridicolo).
Mourguet morì nel 1844, ma la sua famiglia mantenne e proseguì l'impresa di famiglia fino ai giorni nostri.